# Galactopogon
Galactopogon is een vliegengeslacht uit de familie van de roofvliegen (Asilidae).

## Soorten
- G. fumipennis Janssens, 1961
- G. hispidus Engel, 1929